# Hiroshi Yamada

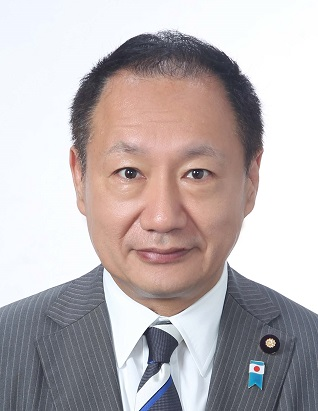
Hiroshi Yamada, 2017

Hiroshi Yamada (jap. 山田 宏 Yamada Hiroshi; * 8. Januar 1958 in Hachiōji, Präfektur Tokio) ist ein japanischer Politiker (Neuer Liberaler Klub→Neue Japan-Partei→Neue Fortschrittspartei→parteilos→Nippon Sōshintō→Nippon Ishin no Kai→Jisedai no Tō→Liberaldemokratische Partei, Abe-Faktion) und Abgeordneter im Oberhaus des nationalen Parlaments.
Yamada, Absolvent der rechtswissenschaftlichen Fakultät der Universität Kyōto und des Matsushita Seikei Juku (engl. The Matsushita Institute of Government and Management), wurde 1985 für den Neuen Liberalen Klub ins Parlament der Präfektur Tokio gewählt und 1989 wiedergewählt. Bei der Unterhauswahl 1993 erhielt Yamada für die Neue Japan-Partei im fünfmandatigen 4. Wahlkreis Tokio den höchsten Stimmenanteil und wurde Abgeordneter. Ab 1994 gehörte er der Neuen Fortschrittspartei (NFP) an. Bei der Wahl von 1996 nach der Wahlrechtsreform verlor er als Kandidat der NFP den neuen Einzelwahlkreis Tokio 8 an Nobuteru Ishihara.
1999 wurde Hiroshi zum Bürgermeister von Suginami, einem der 23 Bezirke Tokios gewählt und zuletzt bei den einheitlichen Regionalwahlen 2007 für eine dritte vierjährige Amtszeit bestätigt.
Im April 2010 wurde er Vorsitzender der Nippon Sōshintō, die er gemeinsam mit anderen Präfektur- und Kommunalpolitikern für die Oberhauswahl 2010 gründete. An der Gründung beteiligten sich unter anderem Hiroshi Nakada, ehemals Bürgermeister von Yokohama, und Hiroshi Saitō, ehemaliger Gouverneur von Yamagata. Die Partei, die wenige Abgeordnete auf Präfektur- und Kommunalebene bei den Regionalwahlen 2011 gewann, löste sich im Herbst 2012 auf, um sich der Nippon Ishin no Kai des ehemaligen Gouverneurs von Tokio Shintarō Ishihara anzuschließen. Für diese kandidierte Yamada bei der Unterhauswahl 2012 im Wahlkreis Tokio 19, der westliche Vororte von Tokio umfasst. Er landete zwar mit 22 % der Stimmen hinter den Kandidaten der beiden großen Parteien, gewann aber einen der drei Ishin-no-Kai-Sitze im Verhältniswahlblock Tokio. Bei der Spaltung der Ishin no Kai im Sommer 2014 folgte Yamada Ishihara in die Jisedai no Tō. 2014 erhielt er nur noch 11,7 % der Stimmen, und bei der Verhältniswahl im Block Tokio wie landesweit gewann die Jisedai keine Sitze.
Yamada schloss sich danach der Liberaldemokratischen Partei an, um für diese bei der Oberhauswahl 2016 im landesweiten Verhältniswahlkreis anzutreten. Er erhielt 149.833 Vorzugsstimmen und damit den zwölften von 19 LDP-Sitzen. 2022 wurde er auf Platz 10 der LDP-Liste wiedergewählt.
Von 2018 bis 2019 war er „politischer Sekretär“ im Kabinettsamt und gleichzeitig dem Verteidigungsministerium. Seit 2021 führt er den Oberhaussozial- und Arbeitsausschuss.